# Landstände
I Landstände (singolare Landstand) o Landtage (singolare Landtag) erano varie diete territoriali facenti parte del Sacro Romano Impero durante il medioevo e la prima età moderna, in opposizione ai feudatari (Landesherrn).

## Uso
La struttura dei Landstände nel corso della storia si è dimostrata estremamente variabile sia a seconda del paese che del periodo storico in cui si trovavano a svilupparsi.
Il vecchio sistema feudale con la divisione per stati originariamente comprendeva un'assemblea di deputati degli stati privilegiati di un paese (nobiltà e clero) che insieme andavano formando un corpo organizzato. Successivamente, a questo corpo si aggiunsero i rappresentanti delle città (borghesia). In alcuni casi (come ad esempio a Vienna, nel Württemberg o nel Meclemburgo) gli yeoman (Freibauer) ottenevano sovente il diritto di partecipare alle riunioni degli stati come rappresentanti dei contadini. Un'eccezione inusuale era l'organizzazione degli stati di Hadeln, dove essi erano composti quasi esclusivamente da grandi contadini proprietari terrieri (Großbauer).
I Landstände erano suddivisi al loro interno in curiae (divisioni) separate per categoria: prelati, cavalieri e città. In alcuni sistemi non assolutisti, il principe non poteva richiedere nuove tasse senza l'approvazione dei Landstände. In altri casi, questo stesso organismo sovrintendeva all'amministrazione della giustizia e della cosa pubblica. I limiti dei loro poteri spesso non erano accuratamente determinati.

## Storia
I Landstände emersero per la prima volta nel XIV secolo anche se la prima parola utilizzata per delinearne le funzioni fu il francese états con cui poi è passato il nome italiano di "stato". Essi ad ogni modo non erano un concetto nuovo: già lo storico romano Tacito ricorda come presso le antiche società germaniche si tenessero degli incontri pubblici di discussione e di decisione. Successivamente, tale tradizione venne continuata nel Regno franco nei cosiddetti placita.